# Эрувиллет
Эрувилле́т (фр. Hérouvillette) — коммуна во Франции, находится в регионе Нижняя Нормандия. Департамент коммуны — Кальвадос. Входит в состав кантона Кабур. Округ коммуны — Кан.
Код INSEE коммуны — 14328.

## Население
Население коммуны на 2010 год составляло 1101 человек.
| 1962 | 1968 | 1975 | 1982 | 1990 | 1999 | 2010 |
| ---- | ---- | ---- | ---- | ---- | ---- | ---- |
| 606  | 810  | 806  | 765  | 1190 | 1119 | 1101 |

## Экономика
В 2010 году среди 728 человек трудоспособного возраста (15—64 лет) 545 были экономически активными, 183 — неактивными (показатель активности — 74,9 %, в 1999 году было 67,5 %). Из 545 активных жителей работали 501 человек (252 мужчины и 249 женщин), безработных были 44 (24 мужчины и 20 женщин). Среди 183 неактивных 76 человек были учениками или студентами, 75 — пенсионерами, 32 были неактивными по другим причинам.